# Juke-box
Pour les articles homonymes, voir Jukebox (homonymie).
Un juke-box ou jukebox (selon l'orthographe rectifiée de 1990) est un distributeur automatique public à monnayeur de chansons tubes enregistrées traditionnellement sur des disques.
Ayant connu son âge d'or dans les bars, cafés et diners américains, entre les années 1940 et les années 1970, il est à ce jour un objet collector et un des symboles cultes de la Kustom Kulture américaine d'après-guerre.

## Histoire
Avant l'invention du phonographe, on trouvait déjà des boîtes à musique ou des pianos mécaniques automatiques (Pianola), équipés de monnayeurs, dans les fêtes foraines ou d’autres lieux publics.

### Origine

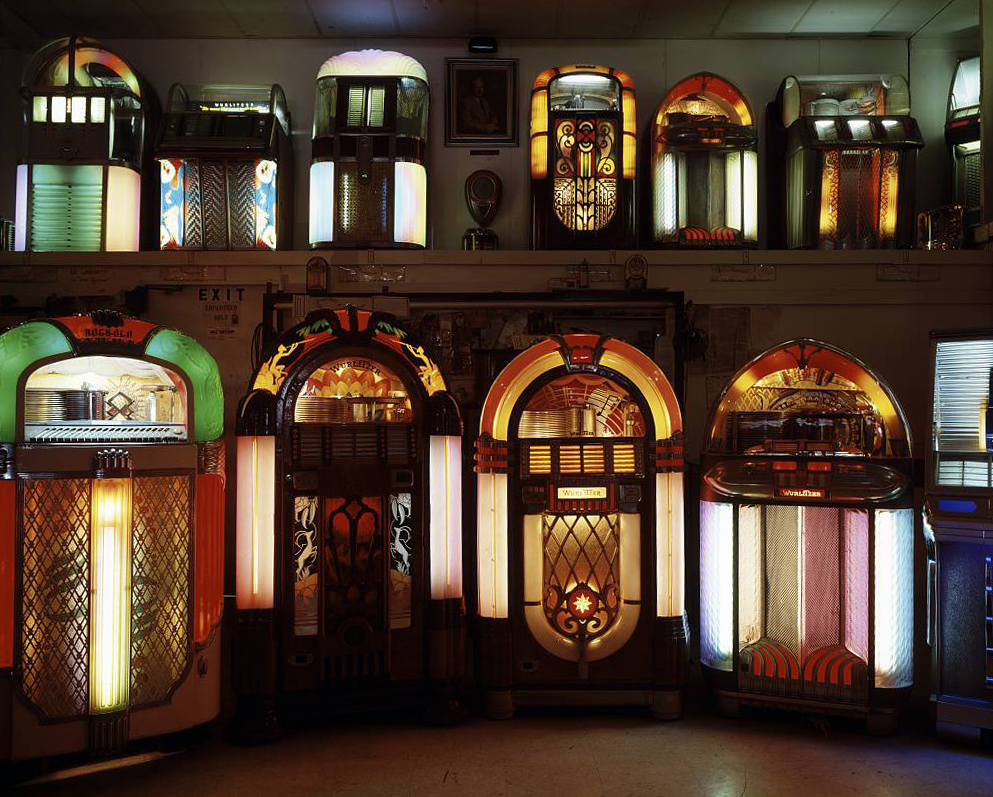
Musée du juke-box au Texas

Le phonographe public apparaît avant les équipements domestiques. Installé par Louis Glass, président de la Pacific Phonographe Company, le 22 novembre 1889 dans un saloon du Palais Royal, 303 Sutter Street à San Francisco, il s'agit d'un phonographe Edison classe M où se raccordent quatre tubes de type stéthoscope (pour quatre auditeurs), et placé à l'intérieur d'une armoire en chêne. En incluant une pièce de 5 cents, le client peut choisir une chanson de son choix. La machine est appelée le « nickel-in-the-slot player » par l'inventeur Glass. Lui et son associé, William S. Arnold, gagneront près de 1 000 dollars en six mois et déposeront le brevet de leur invention,,.

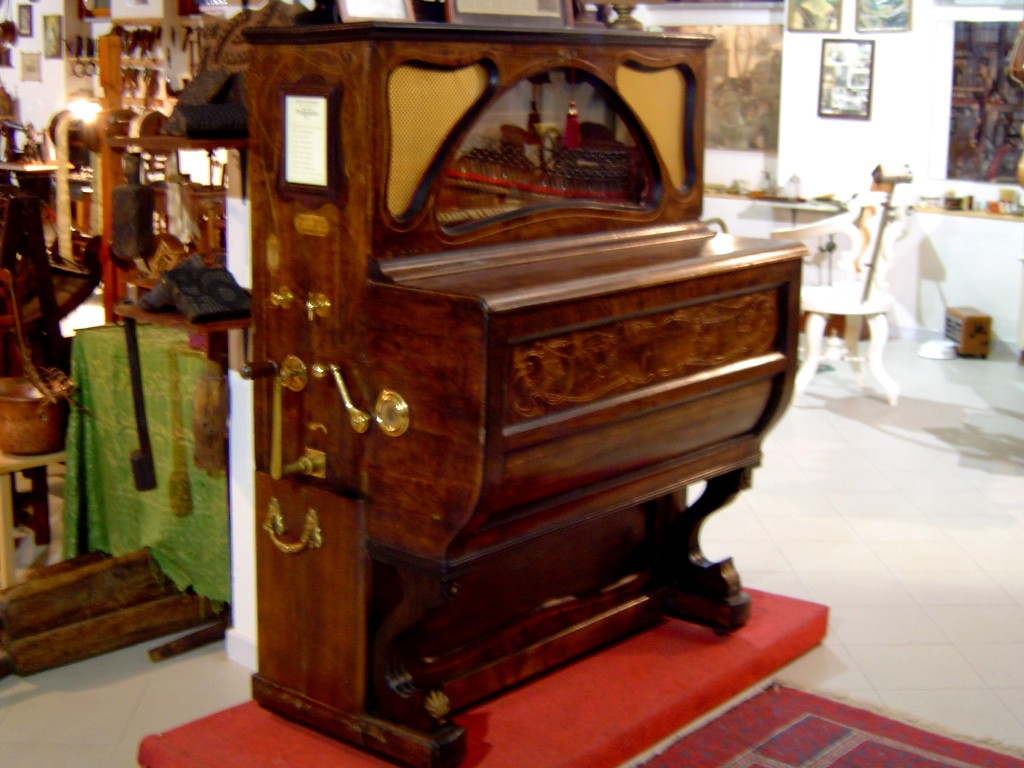
Juke-box du début du 20e siècle au Nello Cassata Ethnohistory Museum de Barcellona Pozzo di Gotto en Italie.

L'appareil fournit les premiers enregistrements sonores disponibles, gravés sur des cylindres. Au début, les appareils n’étaient capables que de lire un seul morceau, d’environ deux minutes, mais ils se perfectionnèrent rapidement pour offrir un choix entre plusieurs enregistrements. En 1910 le cylindre fut supplanté par le disque.

### Nom
Le terme « juke-box » apparaît dans les années 1930 aux États-Unis, dérivé du mot argotique « juke-joints » qui désigne un bar où l'on danse (« juke » décrit un mouvement soudain et désordonné). À cette époque, on utilise également « juke-bands » pour désigner les groupes de musique qui s'y produisent.
En 1934, l'inventeur français Pierre Joseph Bussoz (1872-1958) en dépose le brevet.

### Modèles

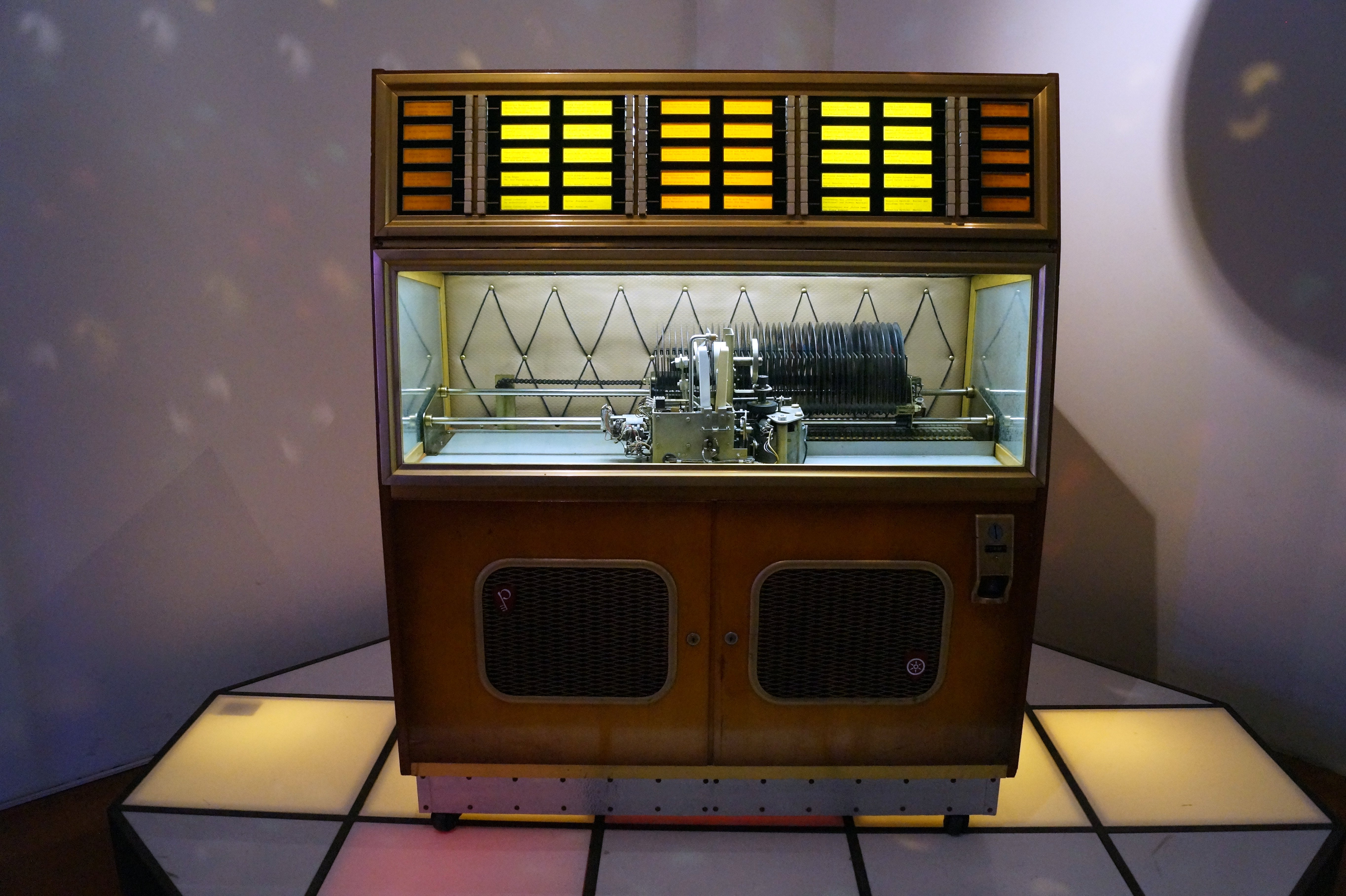
Juke-box type 80C Polyhymat

En 1946, sort le modèle 1015 de Wurlitzer, qui connaît un grand succès, à grand renfort de publicité. Il est produit à environ 60 000 exemplaires. Avec sa forme arrondie, ses « bubble tubes » et ses couleurs attrayantes, il représente l'archétype du juke-box. C'est une machine aux possibilités modestes, capable de lire seulement 24 disques sur une seule face.
Le disque 78-tours est utilisé dans les juke-box jusqu'en 1950, année où la société Seeburg fabrique un appareil lisant les disques vinyles 45-tours. À cette époque, quatre grandes compagnies, surnommées les « big four » se disputent le marché américain : Wurlitzer, Seeburg, Rock-Ola et AMI (en). Le juke-box standard contient alors quarante disques de 16 ou 45-tours.

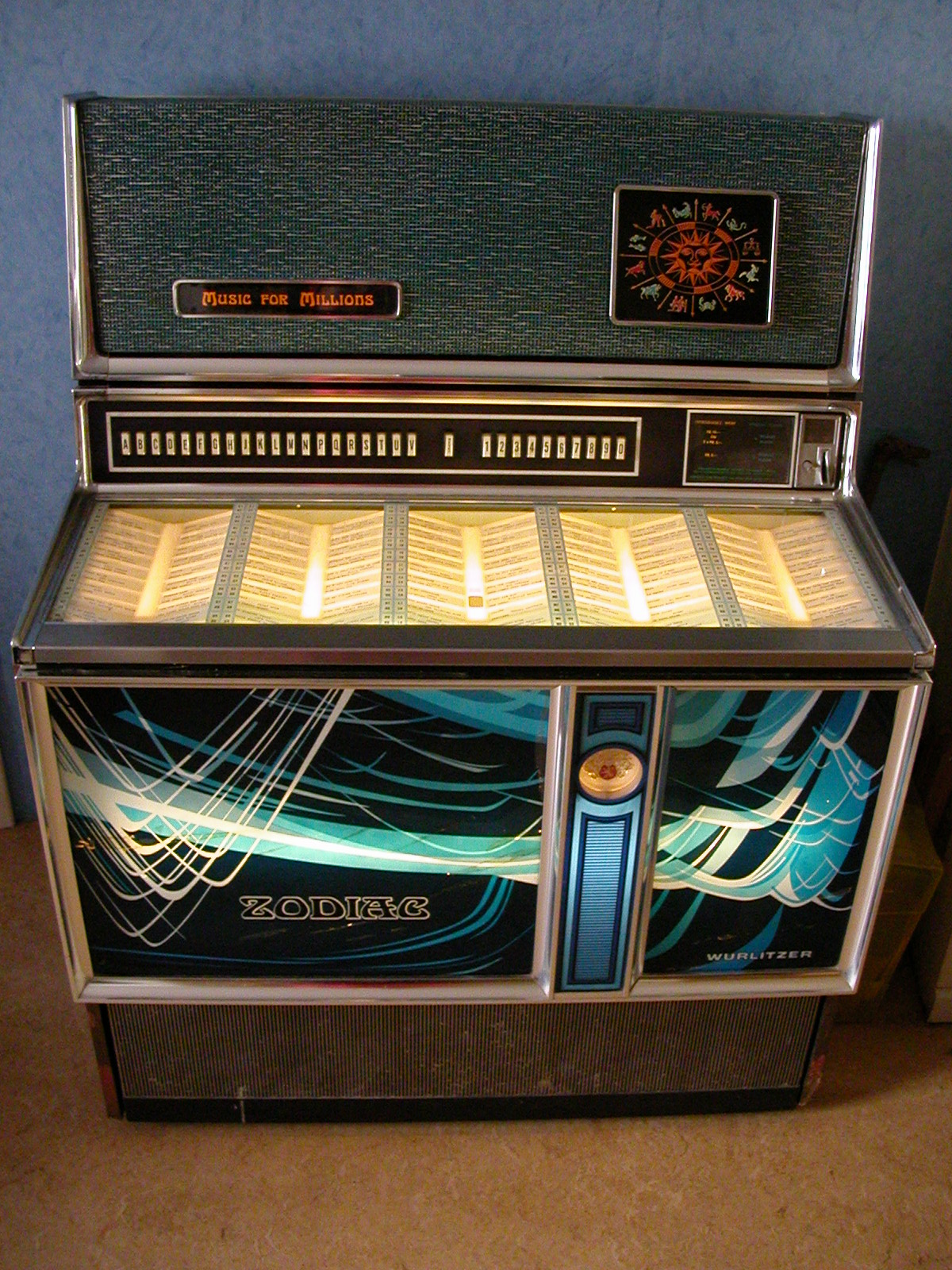
Juke-box Wurlitzer 3500 Zodiac de 1971

Le juke-box est traditionnellement un meuble imposant, trônant au milieu du bar. Certains modèles, comme le Seeburg 3W-1, ou le Wurlitzer 5250, peuvent être connectés à des interfaces reliées à un jukebox, ce sont des wallboxes » électromécaniques, utilisées pour permettre de commander une chanson à distance, sans avoir à se déplacer. Certaines possèdent des haut-parleurs intégrés. Il existe aussi des modèles appelés « hideway » qui sont des châssis-mécanique dissimulés sous le bar avec une batterie de wallboxes à chaque table. Ces installations étaient très prisées dans les diners entre le milieu des années 1950 et la fin des années 1970.
Au début des années 1960 se répand dans les cafés français le Scopitone, un jukebox associant l'image au son. Le plus gros constructeur d'appareils a été la société française Cameca.
En 2018 sort le Jukebox Tournesol de la société française L'Atelier Orphéau, premier Jukebox adapté aux disques 33 tours et capable de lire 20 disques sur les deux faces automatiquement.

### Évolution
La demande chute largement dans les années 1970, et les sociétés cessent progressivement leur production. Face à la crise, même Wurlitzer USA fermera ses portes en 1974 (année à confirmer, il existe la série des Americana 3800/3810 et 3860 sortis en 1974 et un dernier modèle dont la caisse était fabriquée aux États-Unis mais équipé avec une mécanique allemande, sorti en 1975) après l'échec commercial de leur dernier modèle 1050.
À partir des années 1990, les Compact Discs remplacent les disques vinyles sur le modèle OMT 50 CD, puis on trouve ensuite des juke-box entièrement numériques, recevant les morceaux par internet ou via une ligne de communication propriétaire. Le nombre de titres disponibles s'en trouve naturellement accru, de même que la possibilité d’établir des statistiques d’audience, ce qui offre de nouvelles possibilités commerciales. Mais l'écoute musicale s'est désormais largement individualisée, grâce notamment aux baladeurs, et le renouveau du concept juke-box est plus qu'incertain. En revanche, les appareils existants sont devenus des pièces de collection recherchées, en particulier le modèle 1015 de Wurlitzer et tous les modèles d'avant-guerre.

Quelques juke-box Wurlitzer Streamline Moderne Art déco des années 1940
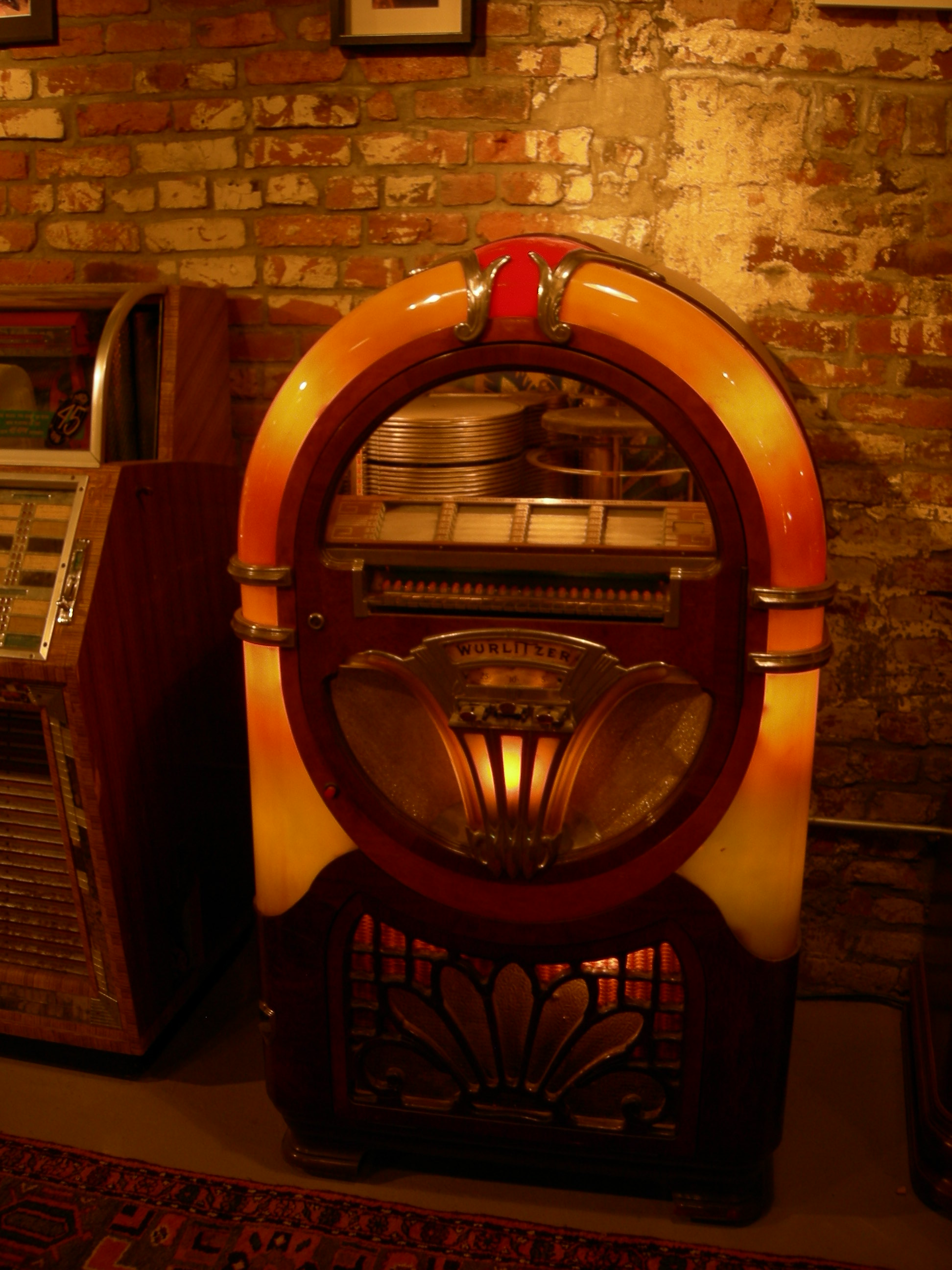
Juke-box Wurlitzer 750/750E de 1941 - 24 disques.
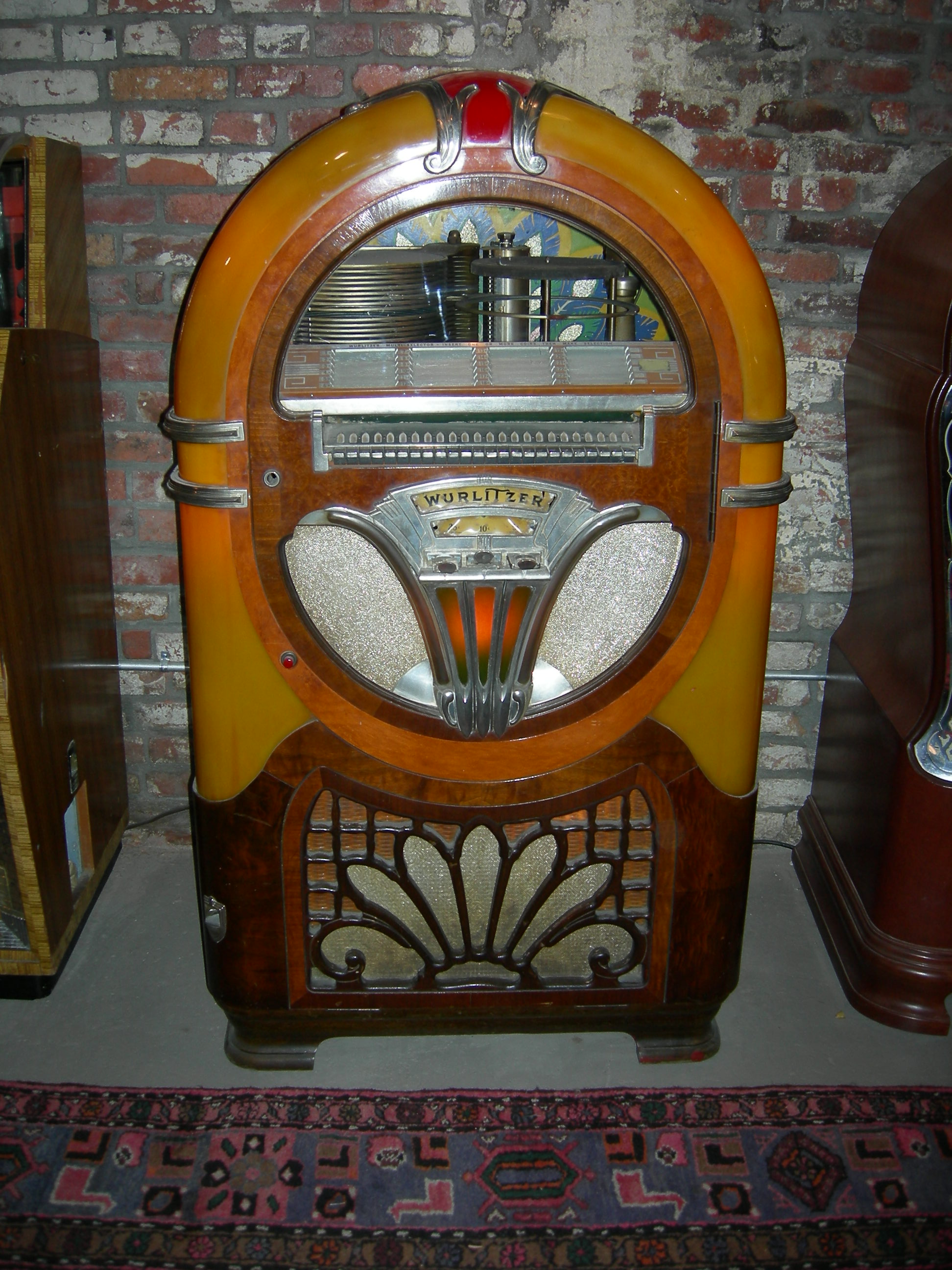
Juke-box Wurlitzer 750/750E de 1941 - 24 disques.
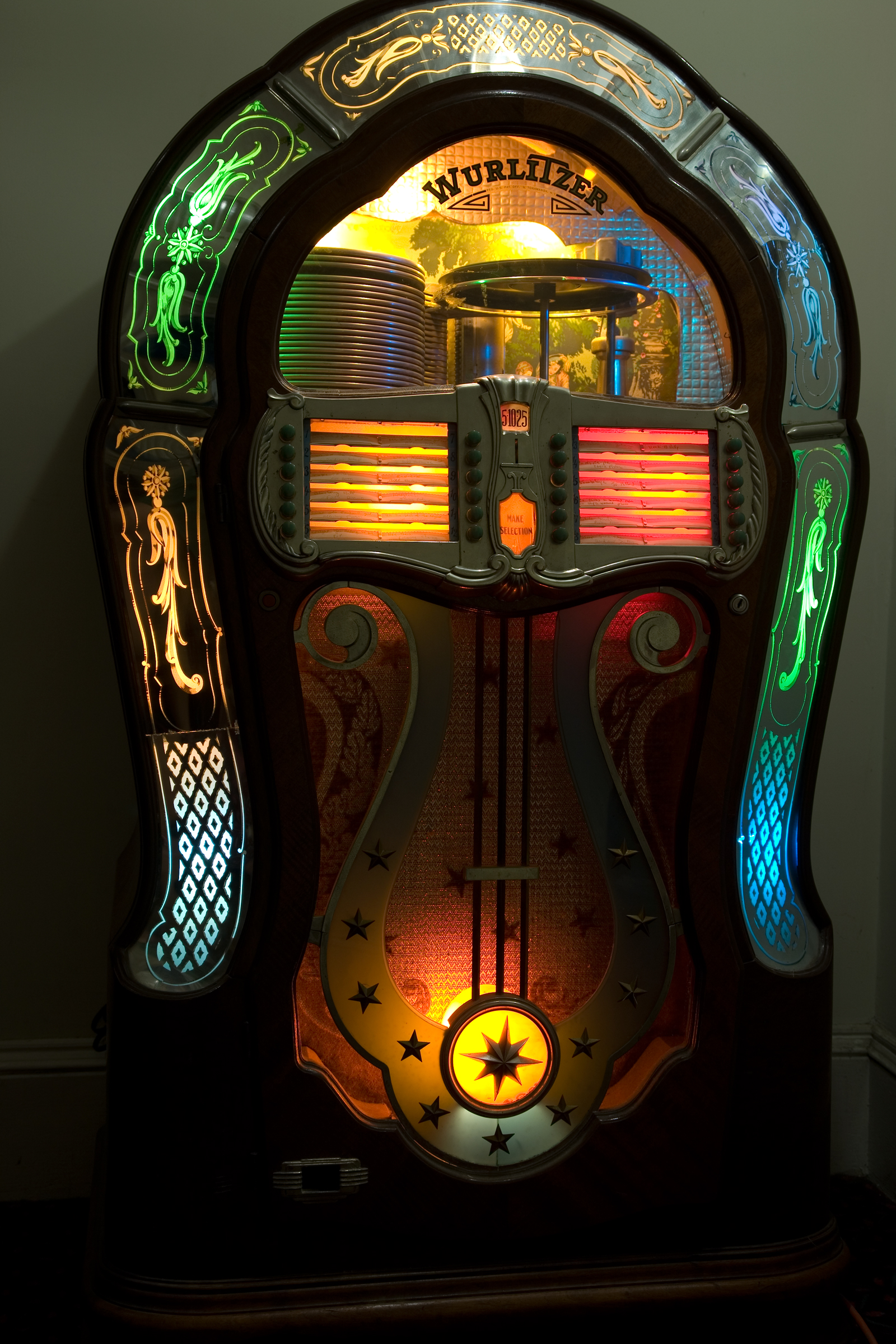
Juke-box Wurlitzer 1080/1080A de 1947 - 24 sélections.
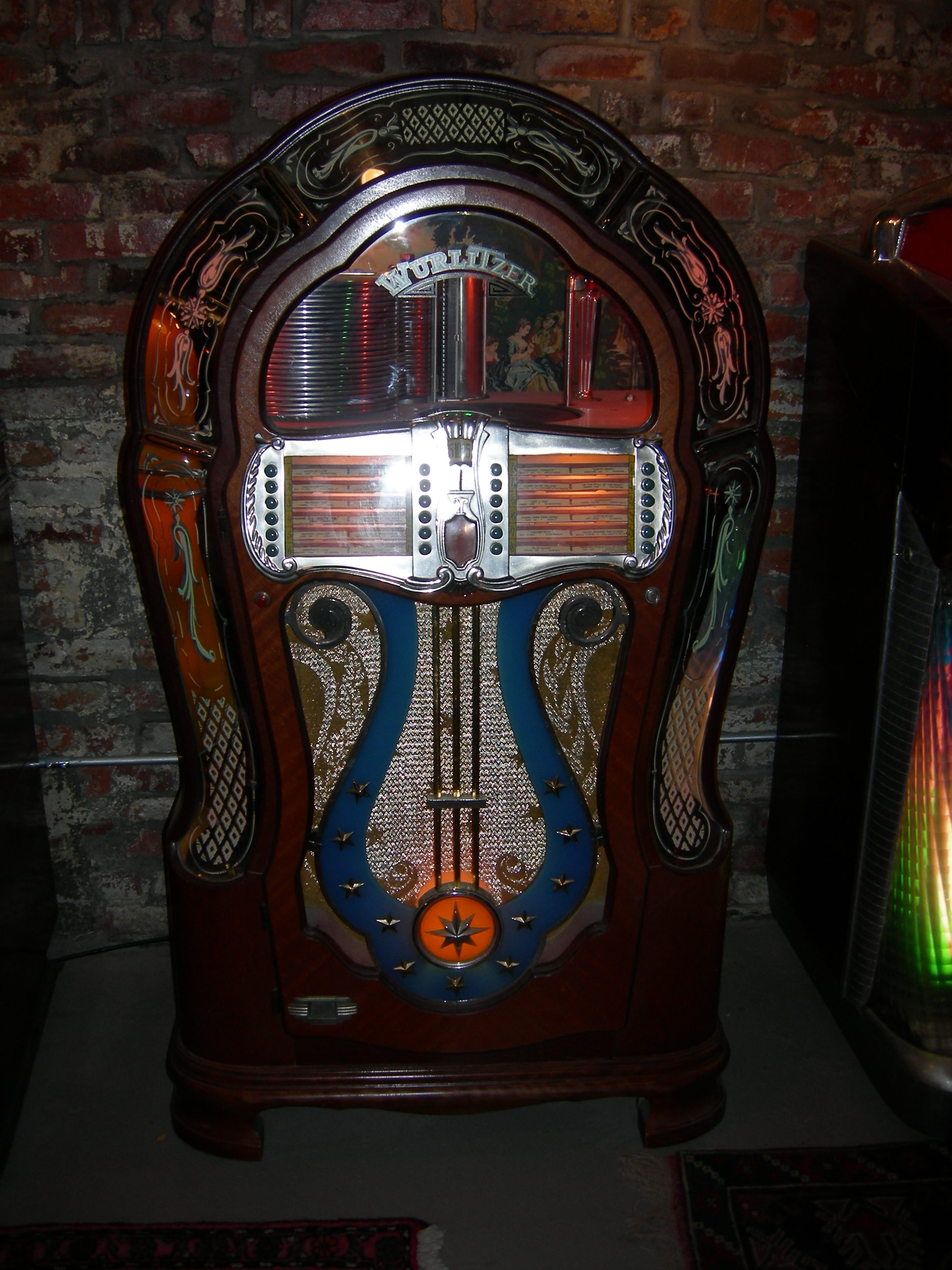
Juke-box Wurlitzer 1080/1080A de 1947 - 24 sélections.
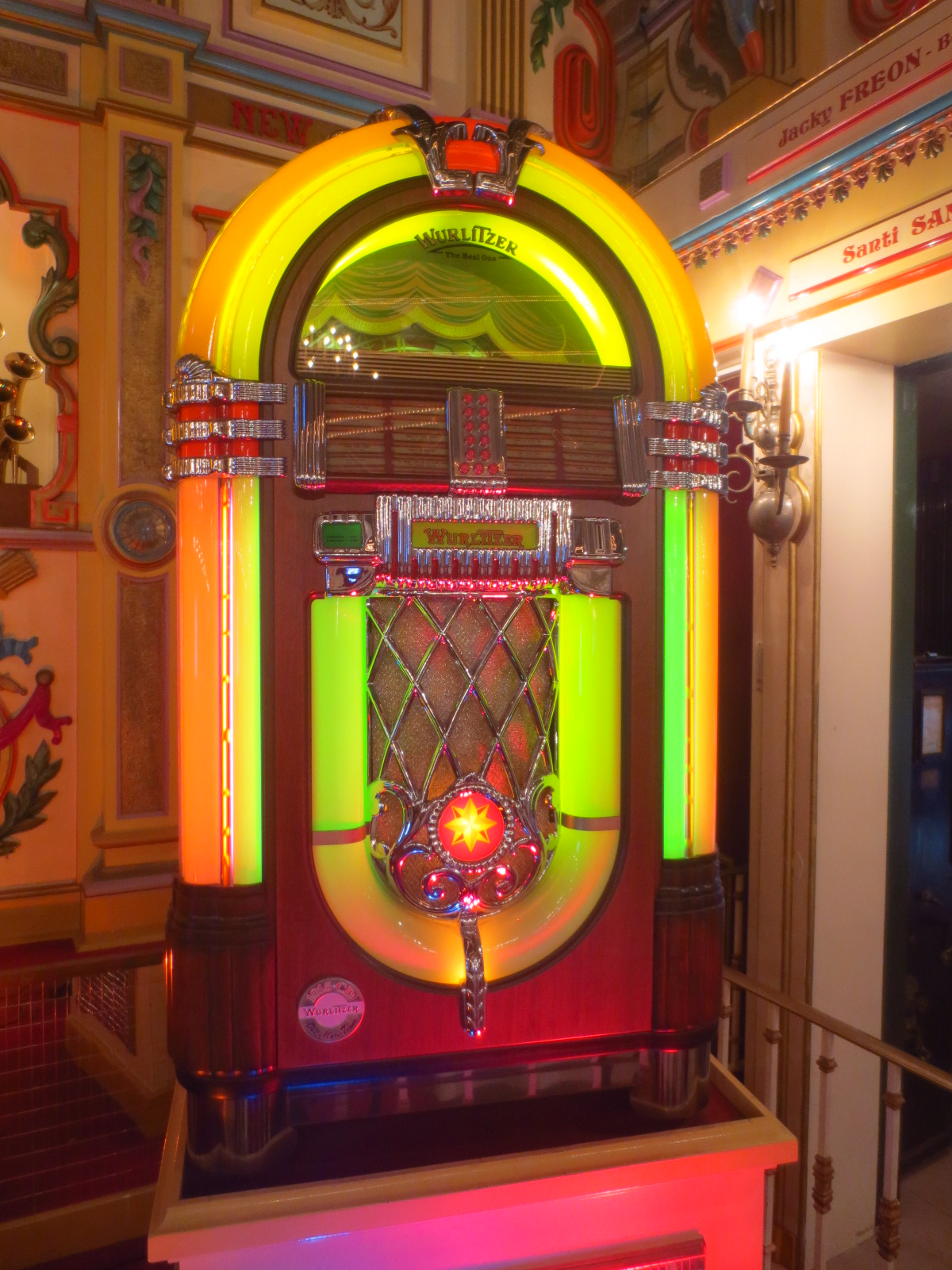
Juke-box Wurlitzer de l'Abbaye de Collonges de Paul Bocuse.
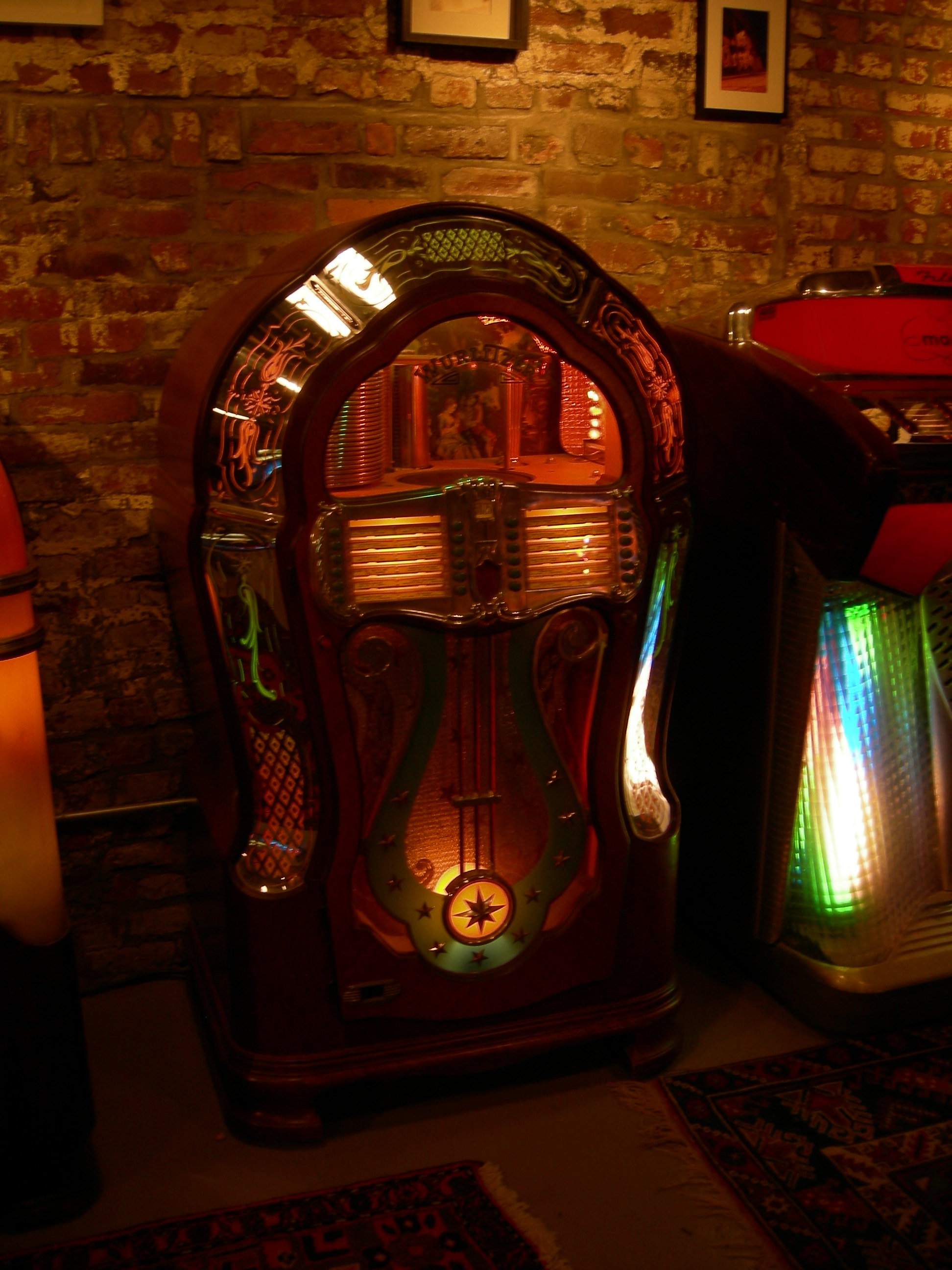
Juke-box Wurlitzer 1080/1080A de 1947 - 24 disques.

### Chiffres
L’industrie du juke-box a été rentable dès sa création. Elle a connu son âge d'or à partir des années 1940 et jusqu’au début des années 1970. On estime qu'environ deux millions de machines ont été produites pendant cette période.

### Aujourd'hui
L’image du juke-box est maintenant traditionnellement associée à l'essor de la musique rock’n'roll, bien que l'on y ait également écouté beaucoup de swing durant la décennie précédente. Aujourd'hui, il n'existe plus que Deutsche-Wurlitzer en Allemagne, Rock-Ola Mfg aux États-Unis et Sound Leisure Ltd. au Royaume-Uni qui commercialisent des « réplicas » du 1015 en versions 45 tours ou 100 CD. Depuis 2018, L'Atelier Orphéau en France commercialise des modèles originaux de Jukebox en version 33 tours.

## Galerie

Quelques modèles
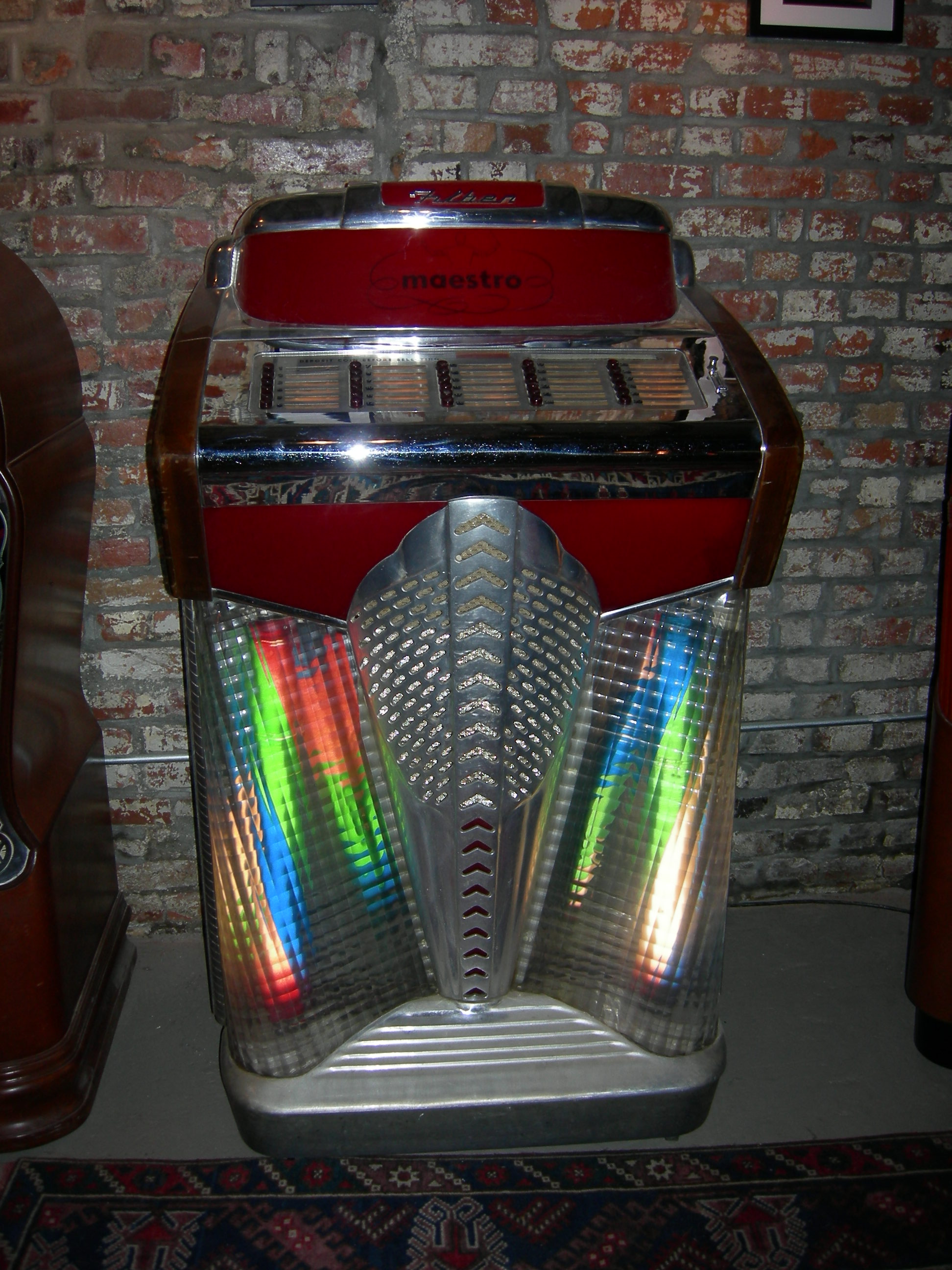
Juke-box Filben Maestro FB-300 de 1947 - 30 sélections
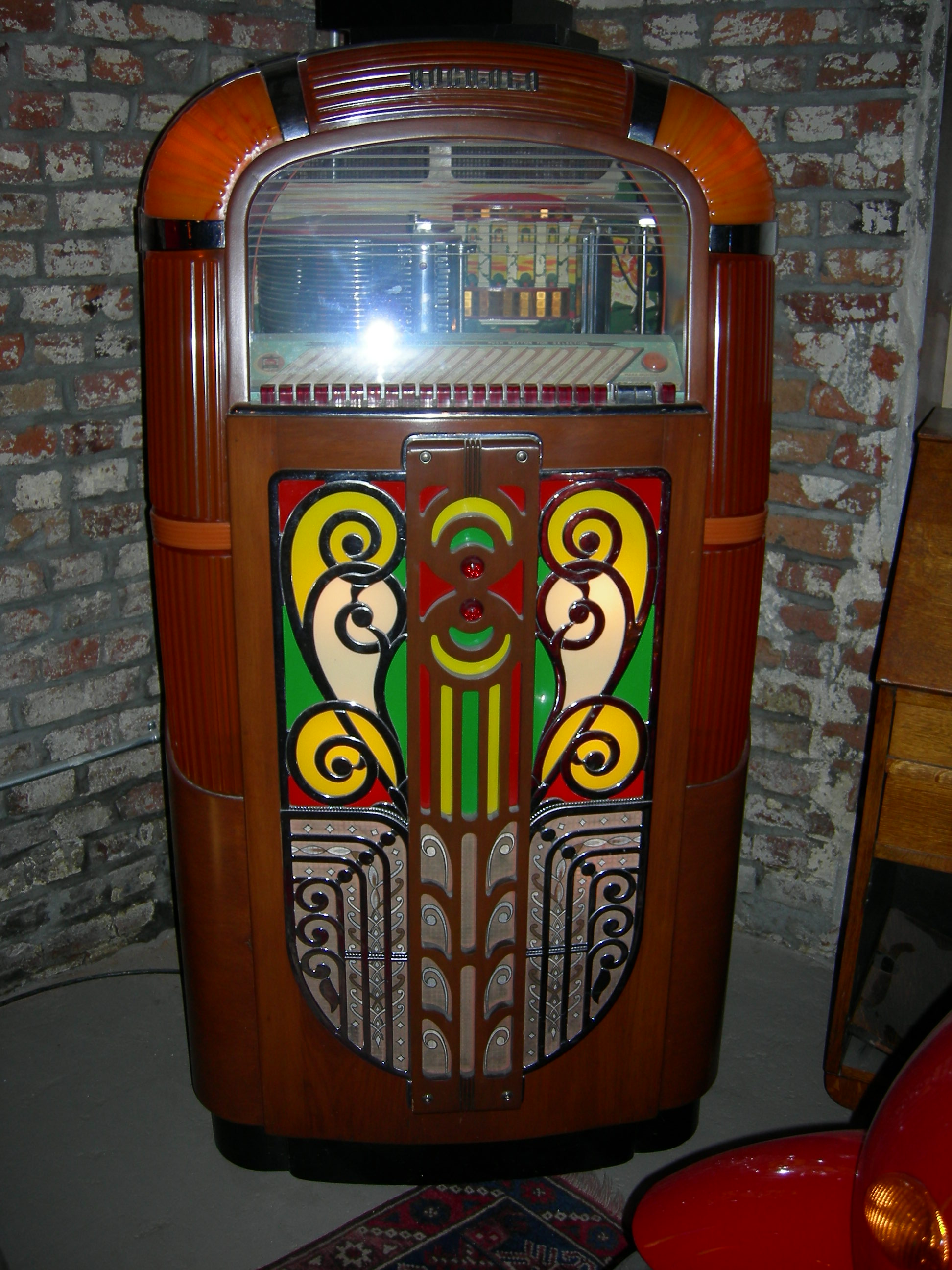
Juke-box Rock-Ola 1422 de 1946 - 20 sélections.
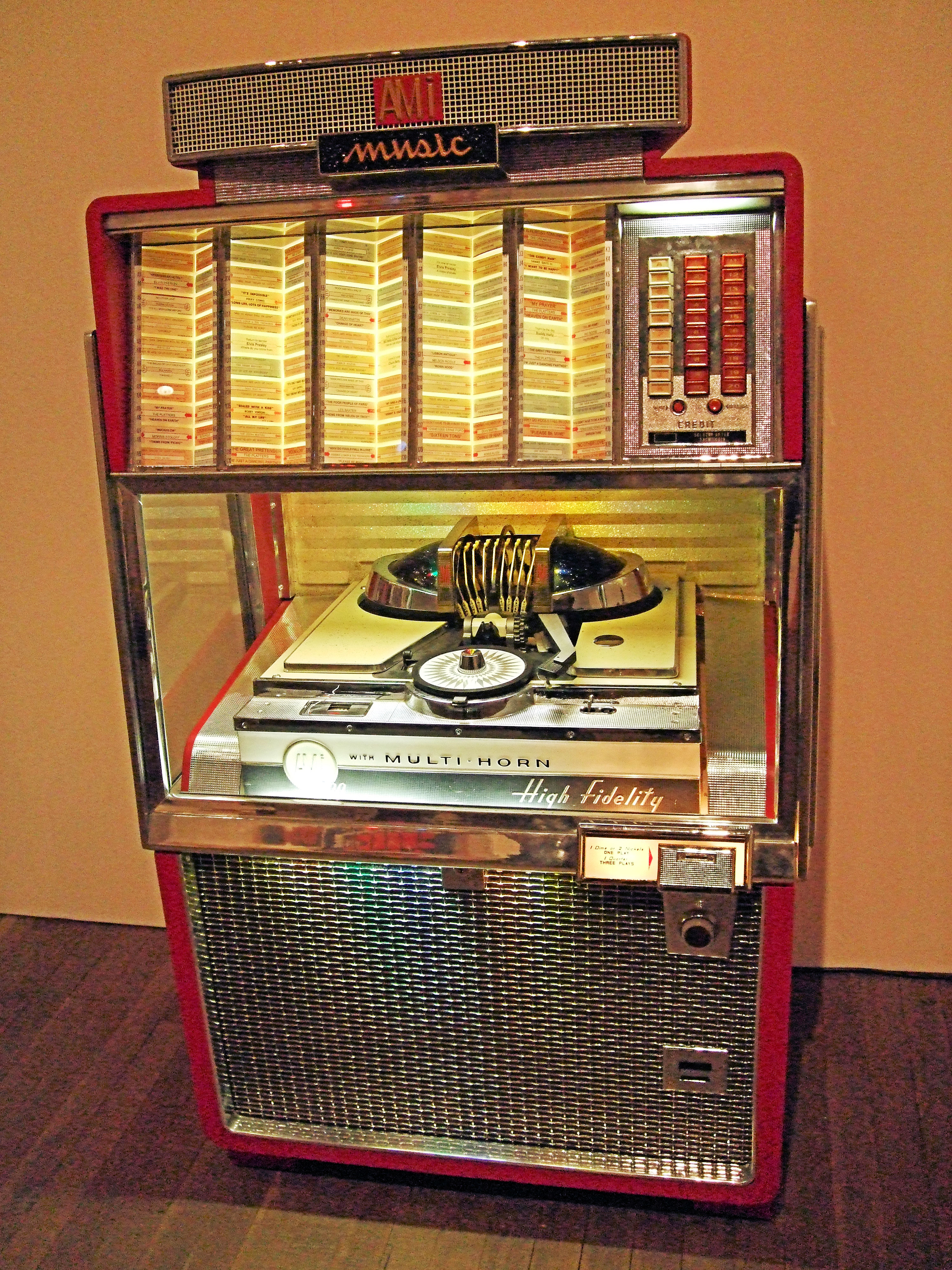
Juke-box AMI Multi-Horn High Fidelity 200 Play
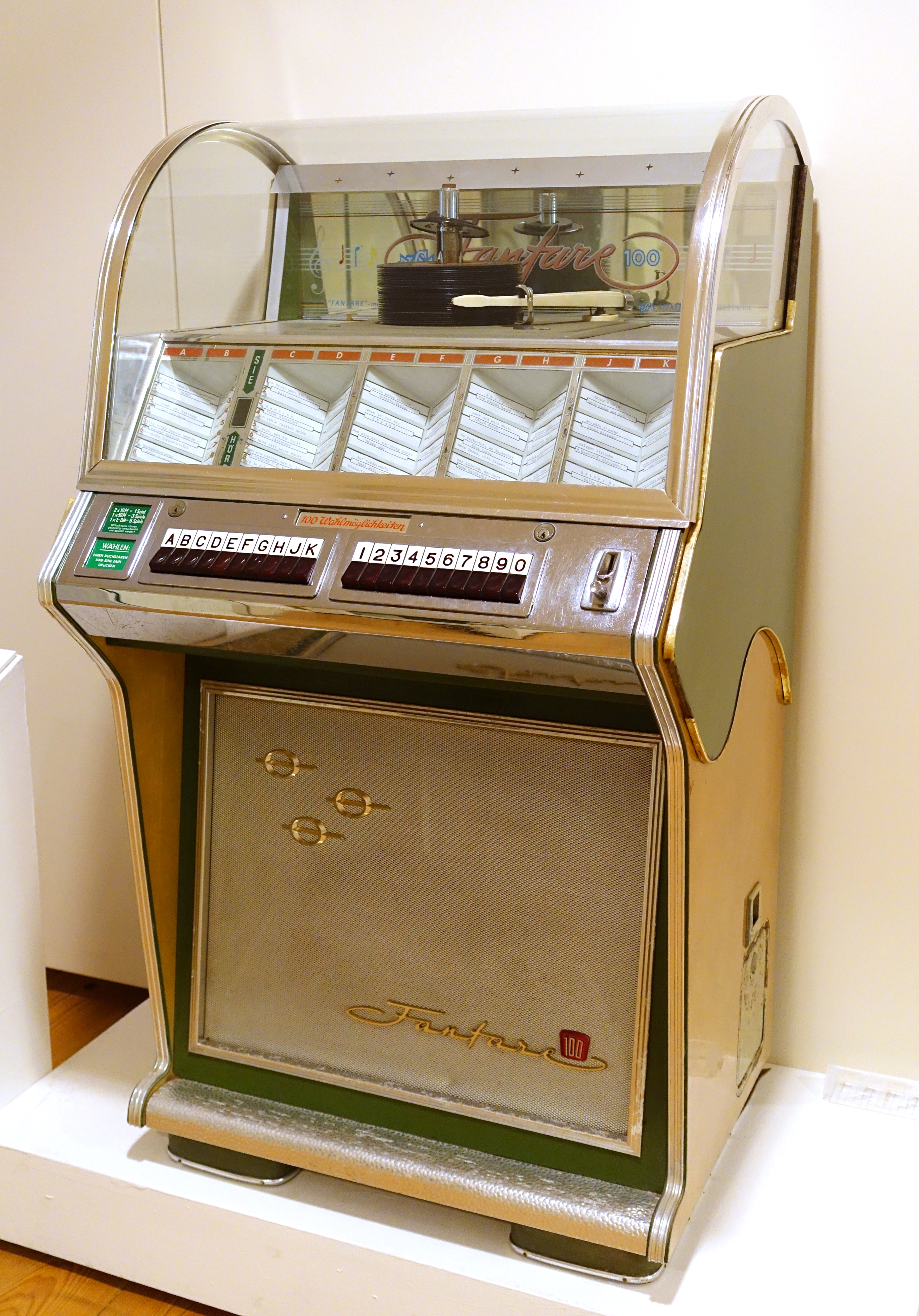
Jukebox Fanfare 100
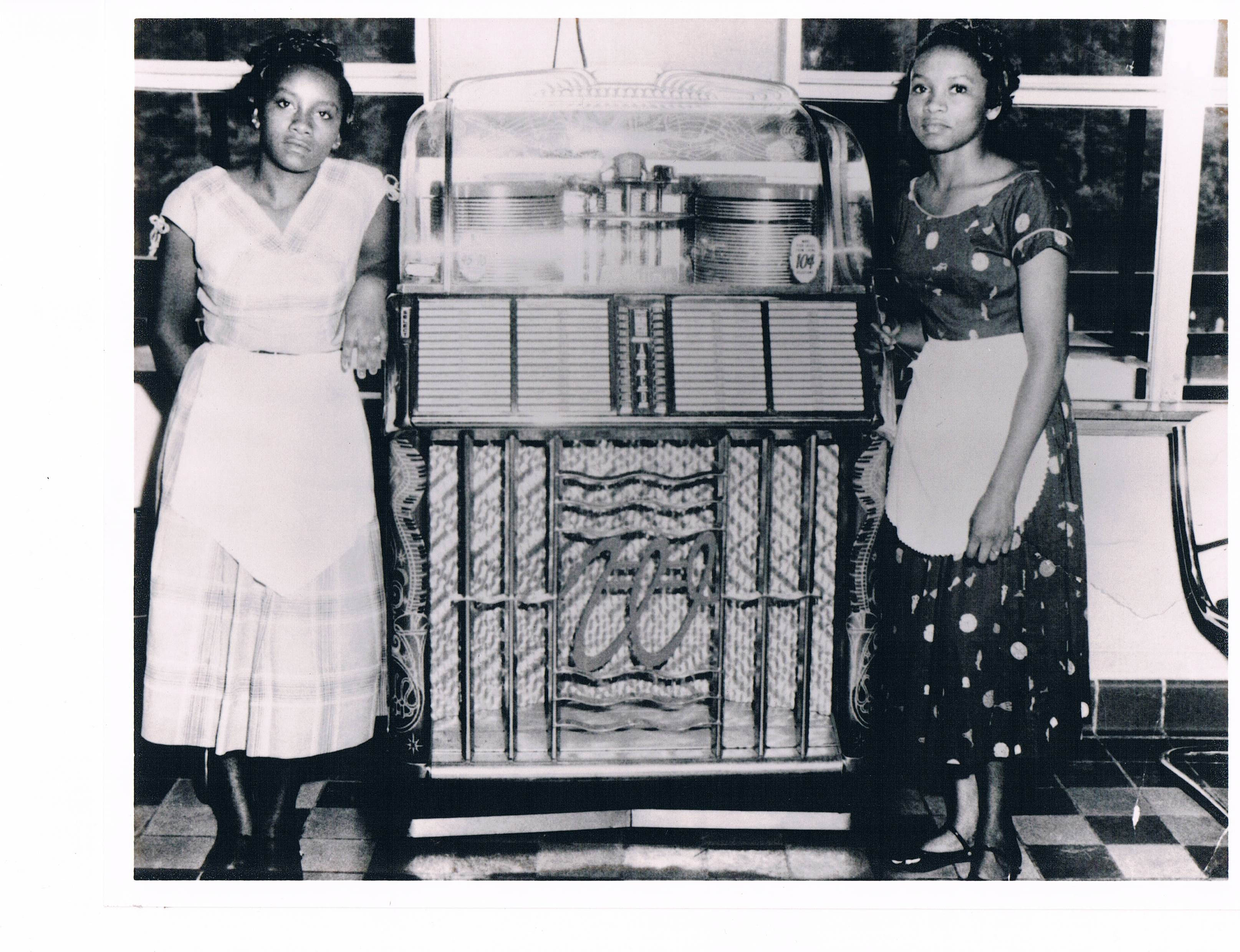
Juke-box au Prince Edward State Park.
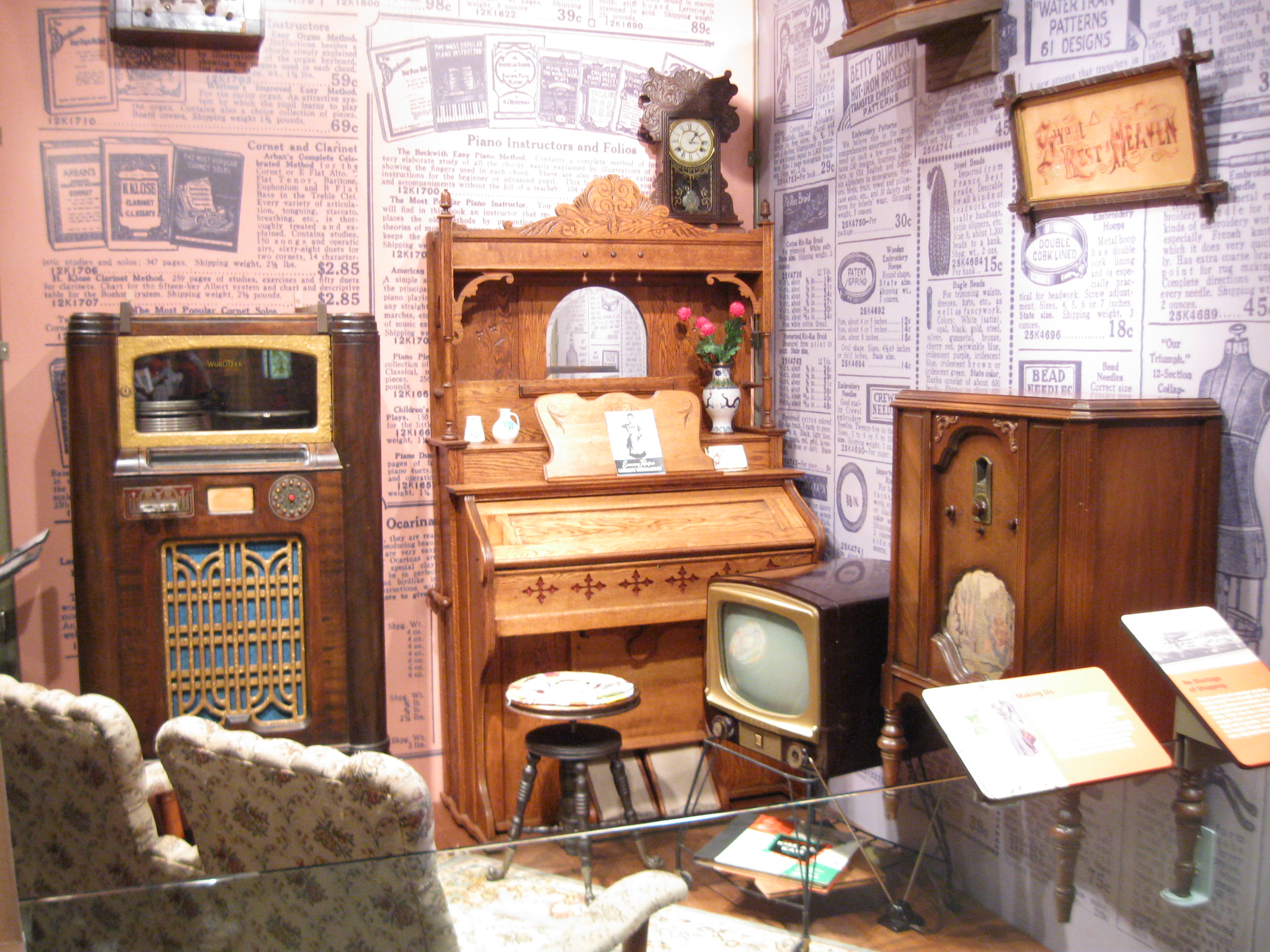
Meubles et appareils anciens (années 1940-1950) aux États-Unis dont un juke-box Wurlitzer (à gauche).
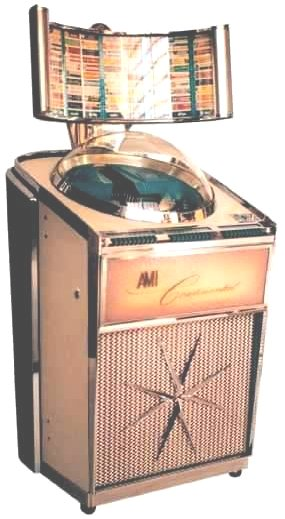
Juke-box Amicont1 1
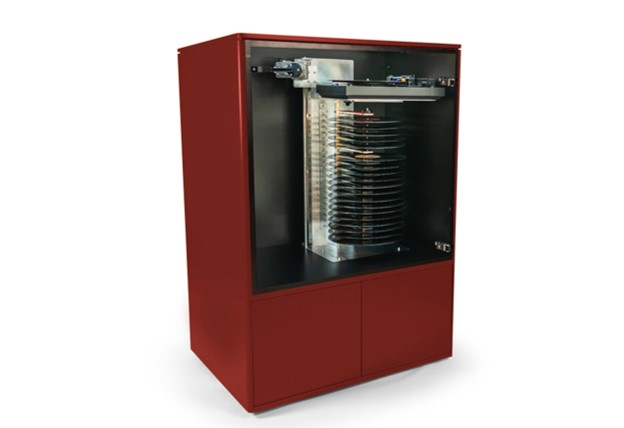
Juke-box Orphéau - Série Mimosa - 2020 - 20 disques.
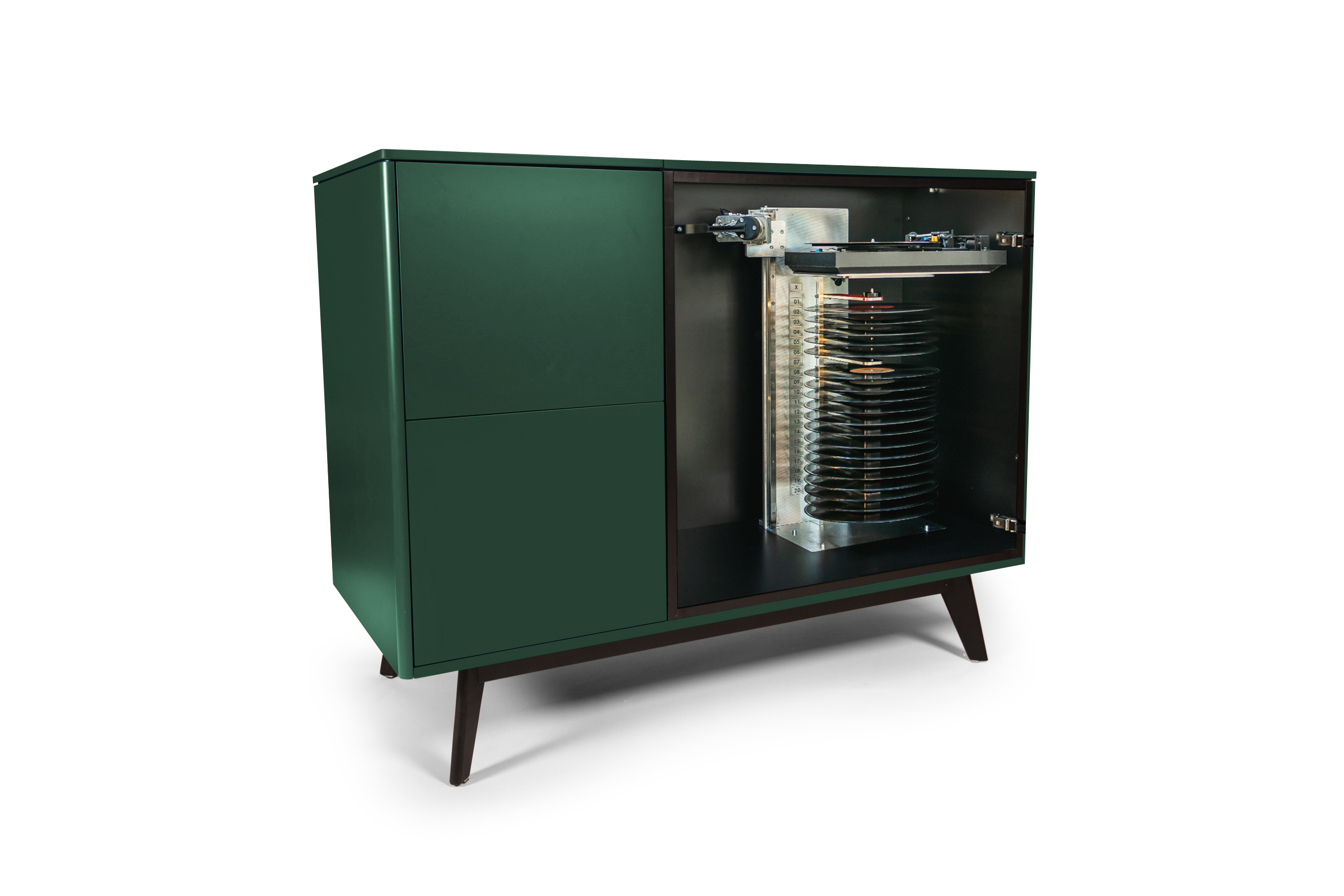
Juke-box Orphéau - Série Tournesol - 2018 - 20 disques.
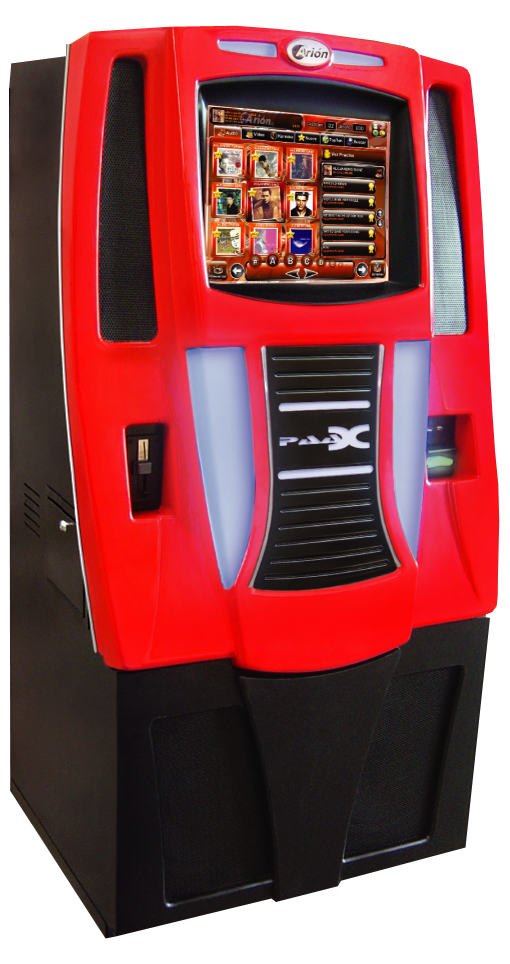
Juke-box Foto Paax

## Diversification des producteurs

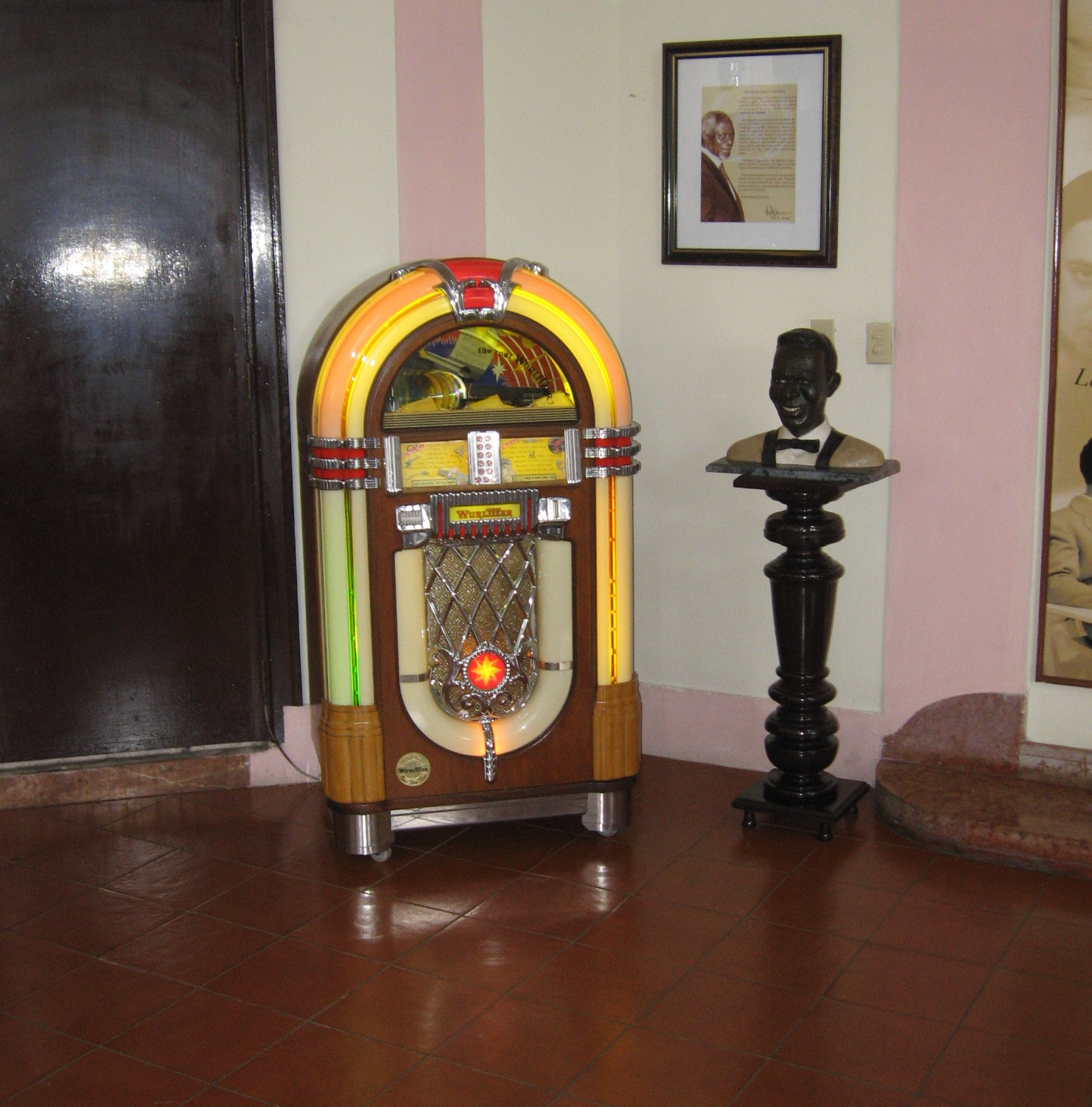
Juke box Wurlitzer et buste de Nat King Cole de l'Hotel Nacional de Cuba de La Havane

La relative similarité de la fabrication des pièces électriques et électroniques et du matériel nécessaire pour construire un juke-box muni d'un monnayeur avec d'autres machines de divertissements avec monnayeur a amené plusieurs grands fabricants de juke-box à se lancer dans d'autres secteurs du divertissement. Ces entreprises commercialiseront par exemple des flippers, des jeux d'arcade, des machines à sous et des jeux vidéo d'arcade.
Dès les années 1930, Rock-Ola produit un grand nombre de flippers ainsi que des jeux d'arcade et des machines à sous. Durant son histoire, Seeburg crée quelques machines à sous, et après la Seconde Guerre mondiale, crée des jeux d'arcade. Lors de l'émergence des jeux vidéo en 1973, Seeburg comptant parmi les plus grands manufacturiers de juke-box, rachète Williams Electronics en 1973 et se lance jeux vidéo d'arcade, jusqu'à sa faillite en 1979 où une partie de l'entreprise est rachetée par Stern Electronics créant l'entreprise Stern Seeburg. Pourtant, ni AMI (fusion de AMI et Rowe), ni Wurlitzer, ni Rock-Ola ne se lancent dans le secteur, mais dès le succès de Space Invaders en 1980, Rock-Ola crée une division jeux vidéos et commercialise plusieurs jeux d'arcade. Rock-Ola abandonne rapidement le secteur de l'industrie vidéoludique au moment du krach du jeu vidéo de 1983.

## Cinéma et télévision
- 1946 : All the Cats Join In, de Benny Goodman, du dessin animé La Boîte à musique des studios Disney[2].
- Années 1970 : Happy Days, série télévisée américaine des années 1950[13]